# The Phantom of the Opera (1925)
The Phantom of the Opera is een Amerikaanse horrorfilm uit 1925 met in de hoofdrol Lon Chaney. Andere rollen worden vertolkt door Mary Philbin, Norman Kerry, Arthur Edmund Carewe, Gibson Gowland, John St. Polis, en Snitz Edwards. De film is gebaseerd op het boek Het spook van de opera van Gaston Leroux.
In 1998 werd de film opgenomen in het National Film Registry. De film is vooral bekend vanwege Chaneys macabere make-up. De film bevindt zich in het publiek domein.

## Verhaal
De film begint aan de start van het nieuwe operaseizoen in het Parijse Operahuis. Vicomte Raoul is bij de eerste voorstelling van het seizoen aanwezig in de hoop zijn geliefde, Christine Daaé, te horen zingen. Zij heeft zich in korte tijd opgewerkt tot understudy.
Een mysterieuze man die bekendstaat als het Spook van de Opera eist dat Christine definitief de hoofdrol zal krijgen. Ook stelt hij andere eisen, zoals dat box #5 voor hem alleen zal worden vrijgelaten. Het management besluit zich terug te trekken vanwege de dreigementen van het spook. De nieuwe managers geloven de verhalen over het spook niet. Het spook bedreigt onder andere hoofdrolspeelster Mme. Carlotta zodat ze haar plaats zal afstaan aan Christine. Ze gaat op de eisen in en Christine krijgt de hoofdrol. Het publiek blijkt dol te zijn op haar. Raoul ontdekt echter dat het spook Christine alleen maar helpt omdat hij zelf verliefd op haar is, en eist dat zij die liefde beantwoordt.
Wanneer tijdens een latere voorstelling Christine toch weer vervangen wordt door een andere speelster, zorgt het spook ervoor dat de voorstelling in het honderd loopt. Hij laat onder andere een kristallen kroonluchter neerstorten op het publiek. Christine ontdekt in haar kleedkamer een geheime gang die toegang geeft tot de ondergrondse gewelven onder het gebouw. Daar houdt het spook zich schuil. Het spook stelt zich eindelijk aan Christine voor. Hij heet Erik, en heeft een gruwelijk misvormd gezicht. Dat is de reden dat hij zich verborgen houdt. Nu Christine dit weet, wil het spook haar niet meer laten gaan.
Christine weet het spook over te halen haar nog eenmaal de bovenwereld te laten bezoeken. Ze vlucht naar een gemaskerd bal, waar ze Raoul alles vertelt. In jaloezie neemt het spook Raoul en Ledoux gevangen wanneer deze op zoek gaan naar het spook. Christine gebruikt het Spooks liefde voor haar om hem te smeken de twee mannen te laten gaan, wat hij uiteindelijk doet. Daarna probeert hij met Christine te vluchten, maar wordt overmeesterd door een boze menigte en in de Seine gegooid.

## Rolverdeling

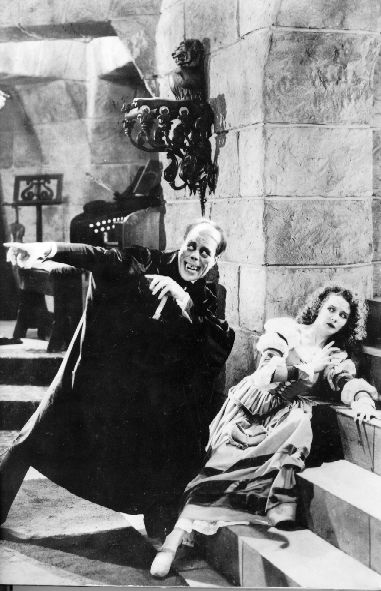
Lon Chaney en Mary Philbin in een scène uit de film

| Acteur               | Personage                  |
| -------------------- | -------------------------- |
| Lon Chaney           | Erik, het Spook            |
| Mary Philbin         | Christine Daaé             |
| Norman Kerry         | Vicomte Raoul de Chagny    |
| Arthur Edmund Carewe | Ledoux                     |
| Gibson Gowland       | Simon Buquet               |
| John St. Polis       | Comte Philippe de Chagny   |
| Snitz Edwards        | Florine Papillon           |
| Mary Fabian          | Carlotta                   |
| Virginia Pearson     | Carlotta/Carlotta's moeder |

Niet vermeld op de aftiteling
| Acteur            | Personage                    |
| ----------------- | ---------------------------- |
| Bernard Siegel    | Joseph Buquet                |
| Edward Martindel  | Comte Phillipe de Chagny     |
| Joseph Belmont    | podiummanager                |
| Alexander Bevani  | Méphistophélès               |
| Edward Cecil      | Faust                        |
| Ruth Clifford     | ballerina                    |
| Roy Coulson       | nar                          |
| George Davis      | wachter                      |
| Madame Fiorenza   | Madame Giry                  |
| Cesare Gravina    | manager die op pensioen gaat |
| Bruce Covington   | Monsieur Moncharmin          |
| William Humphrey  | Monsieur Debienne            |
| George B Williams | Monsieur Ricard              |
| Carla Laemmle     | Prima Ballerina              |
| Grace Marvin      | Martha                       |
| John Miljan       | Valéntin                     |
| Rolfe Sedan       |                              |
| William Tracy     |                              |
| Anton Vaverka     |                              |

Verwijderde scènes
| Acteur           | Personage        |
| ---------------- | ---------------- |
| Olive Ann Alcorn | La Sorelli       |
| Chester Conklin  | Orderly          |
| Ward Crane       | Count Ruboff     |
| Vola Vale        | Christine's meid |
| Edith Yorke      | Mama Valerius    |

## Achtergrond

### Productie
De productie van The Phantom of the Opera begon eind 1924 in Universal Studios. De opnames verliepen echter niet soepel. Zo waren de werkrelaties tussen regisseur Ruper Julian en de acteurs stroef.
De eerste versie van de film werd op 7 januari 1925 vertoon in Los Angeles. Reacties van het publiek waren negatief, en Julian kreeg de opdracht een groot deel van de film opnieuw op te nemen. Hij verliet het project echter en Edward Sedgwick nam zijn plaats in. Raymond L. Schrock en Elliot Clawson schreven nieuwe scènes voor het script. Zo werden er een paar subplots met Chester Conklin en Vola Vale toegevoegd als vrolijke noot. De derde en uiteindelijke versie van de film was grotendeels het werk van Maurice Pivar en Lois Weber, die de film terugsnoeiden tot negen filmrollen.
Na het succes van The Hunchback of Notre Dame uit 1923, kreeg Chaney ook voor zijn rol in The Phantom of the Opera vrij spel om zelf zijn make-up te regelen. Hij verfde onder andere zijn oogkassen zwart, tilde de punt van zijn neus omhoog met draad, en deed valse tanden in om een zo misvormd mogelijk gezicht te krijgen. Volgens verhalen zouden mensen die de film voor het eerst zagen zijn flauwgevallen bij het zien van zijn gezicht.
De muziek van de film werd gecomponeerd door professor Gustav Hinrichs.

### Uitgave en ontvangst
De film ging in première op 6 september 1925 in het Astor Theatre in New York. De Hollywoodpremière was op 17 oktober 1925.
Mordaunt Hall van The New York Times gaf The Phantom of the Opera een positieve beoordeling. TIME prees de decors, maar vond de film zelf maar gemiddeld.
In 1929 bracht Universal een herziene versie van The Phantom of the Opera uit met speciaal voor deze versie opgenomen dialoog. Ernst Laemmle nam ongeveer de helft van de film opnieuw als geluidsfilm op.
Het succes van The Phantom of the Opera was voor Universal de reden om te beginnen met hun Universal Monsters-reeks.